# Solonchak

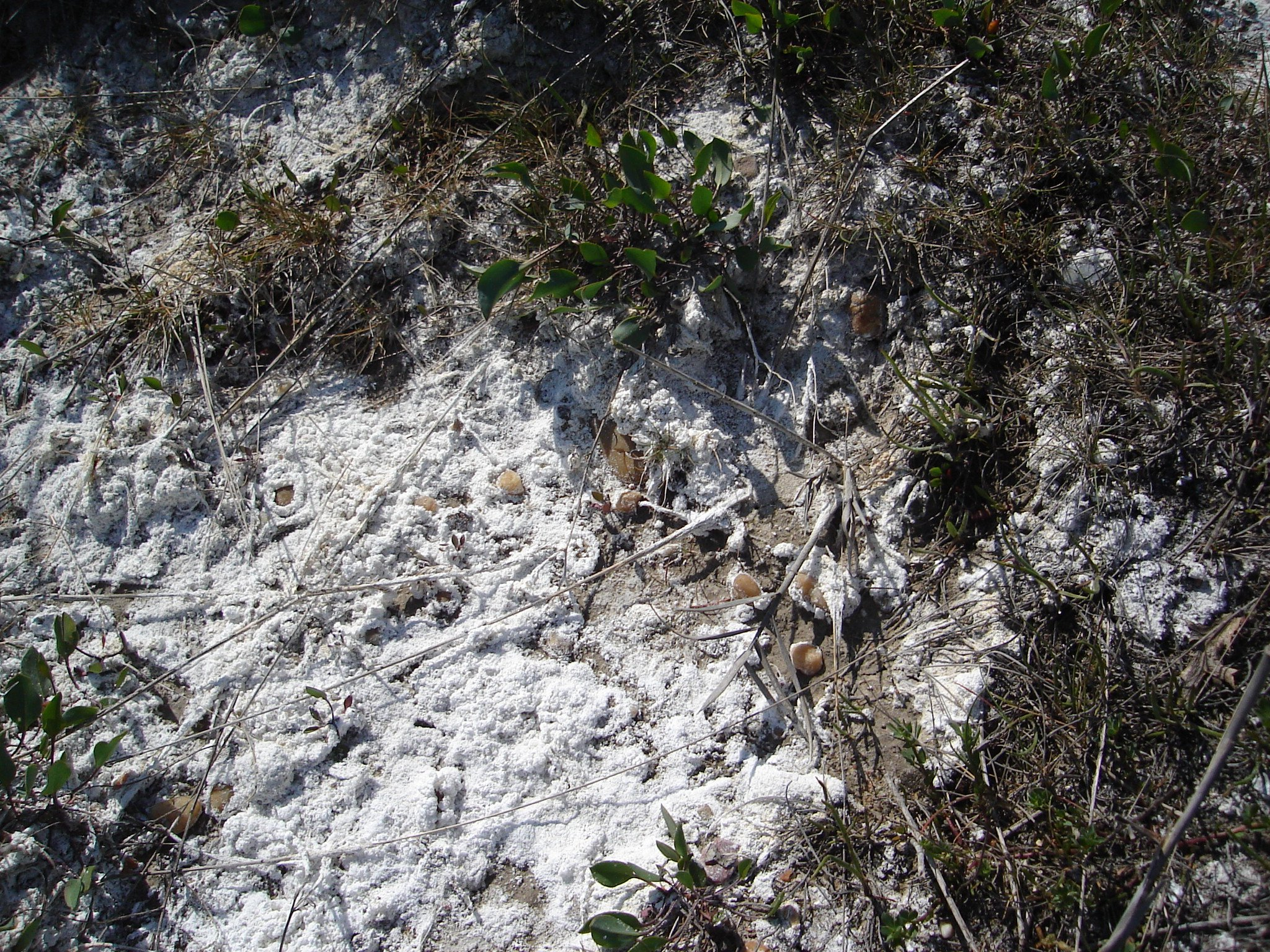
Tierra de Solonchak.

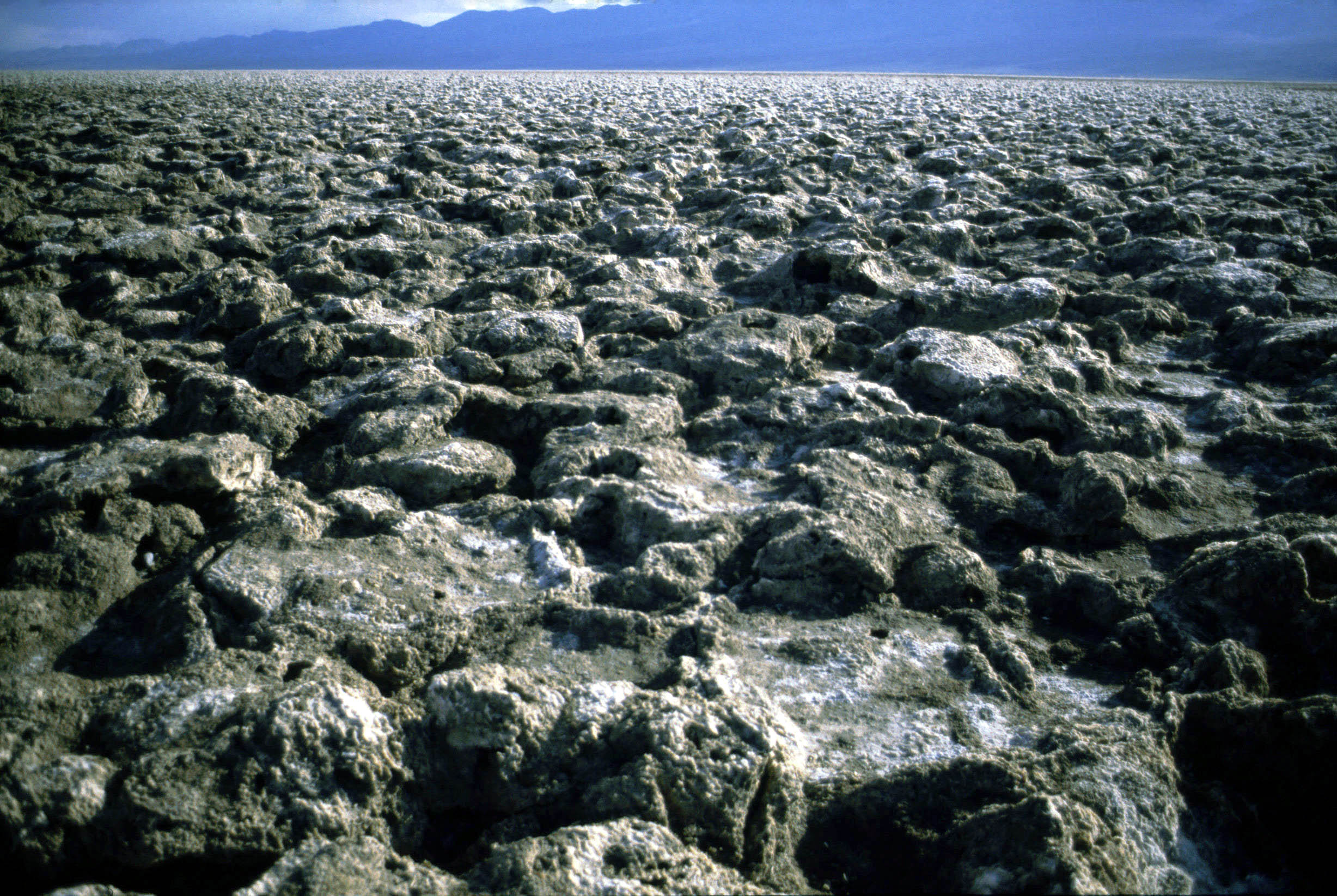
Campo de golf Devil's, Parque Nacional del Valle de la Muerte, Estados Unidos

Solonchak ( ruso y ucraniano : Солончак) es un Grupo de Suelos de Referencia de la Base Mundial de Referencia para Recursos Suelos (WRB). Es un tipo de suelo pálido o gris que se encuentra en condiciones áridas a subhúmedas y con mal drenaje. La palabra rusa significa "marisma salada", que a su vez proviene del sol ruso (соль) "sal". La palabra popular ucraniana "солончак", que a su vez del ucraniano "salado" (солоний) + "чак"—sufijo; Designación de un objeto que tiene la propiedad. En Ucrania existe un pueblo con el nombre de Solonchaky.